# Polizei (Nepal)

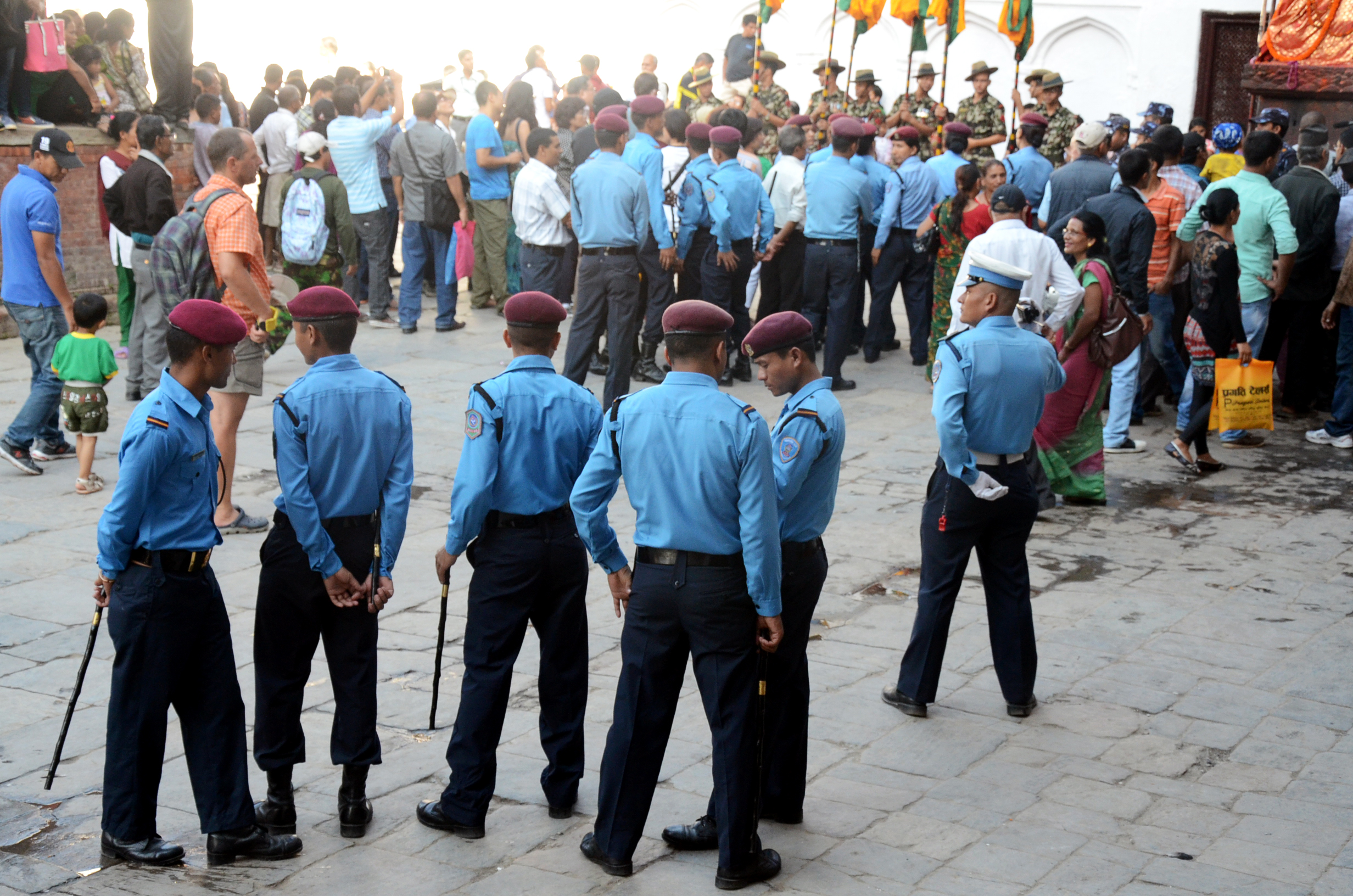
Nepalesische Polizisten (2013)

Die nepalesische Polizei ist die primäre Strafverfolgungsbehörde der Demokratischen Bundesrepublik Nepal. Sie ist in erster Linie für die Aufrechterhaltung von Gesetz und Ordnung und für die Verhinderung und Ermittlung von Straftaten innerhalb der durch die nepalesische Verfassung festgelegten Gerichtsbarkeit verantwortlich. Neben den Hauptaufgaben übt die nepalesische Polizei eine Vielzahl weiterer Aufgaben aus. Darunter fallen Schutz wichtiger Personen, Sicherheit wichtiger Einrichtungen, Verkehrsregelung, Geheimdiensttätigkeiten, Nachrichtensammlung, Überwachung von unfriedlichen Menschenansammlungen und Eindämmung von Krawallen, Katastrophenmanagement, Antiterrorbekämpfung, Geiselnahme und diverse andere zeremonielle Aufgaben. Die nepalesische Polizei wird seit dem 10. April 2018 von Generalinspektor der Polizei (Inspector General of Police, IGP) Sarbendra Khanal geleitet. Er ist der 26. IGP der nepalesischen Polizei.

## Geschichte

### Vor 1864 n. Chr.
Die Polizeieinrichtung geht, ebenso wie die Geschichte und Sprache Nepals, auf die Antike zurück.

### Während des Rana-Regimes (1864 – 1951 n. Chr.)
Während des Rana-Regimes wurde die Polizeiorganisation konzipiert und schrittweise zu einer modernen Polizei umgestaltet. Zu dieser zeit gab es vier Amtsbezeichnungen: Amini, Miliz, Lehrling und Kotwali.

### 1951 – 1990
Nach dem Sturz des Rana-Regimes erlebte Nepal den Beginn einer Demokratie. Toran Shamsher wurde zum ersten Generalinspektor der Polizei (IGP) ernannt (April 1950). Das Polizeipräsidium wurde 1952 in Kathmandu gegründet. 1955 trat das Polizeigesetz 2012 BS und 1959 die Polizeiverordnung 2015 BS in Kraft. Die Parlamentarische Regierung im Rahmen eines Mehrparteiensystems wurde, gefolgt von der seit 1960 eingeführten Panchayat-Herrschaft, für einige Jahre abgeschafft. Die Errichtung des Zentralen Polizeiausbildungszentrums erfolgte im Jahr 1963. Die Amtsbezeichnungen in diesem Zeitraum waren: Ramdal, Offizier, Frauenpolizei und Verkehrspolizei.

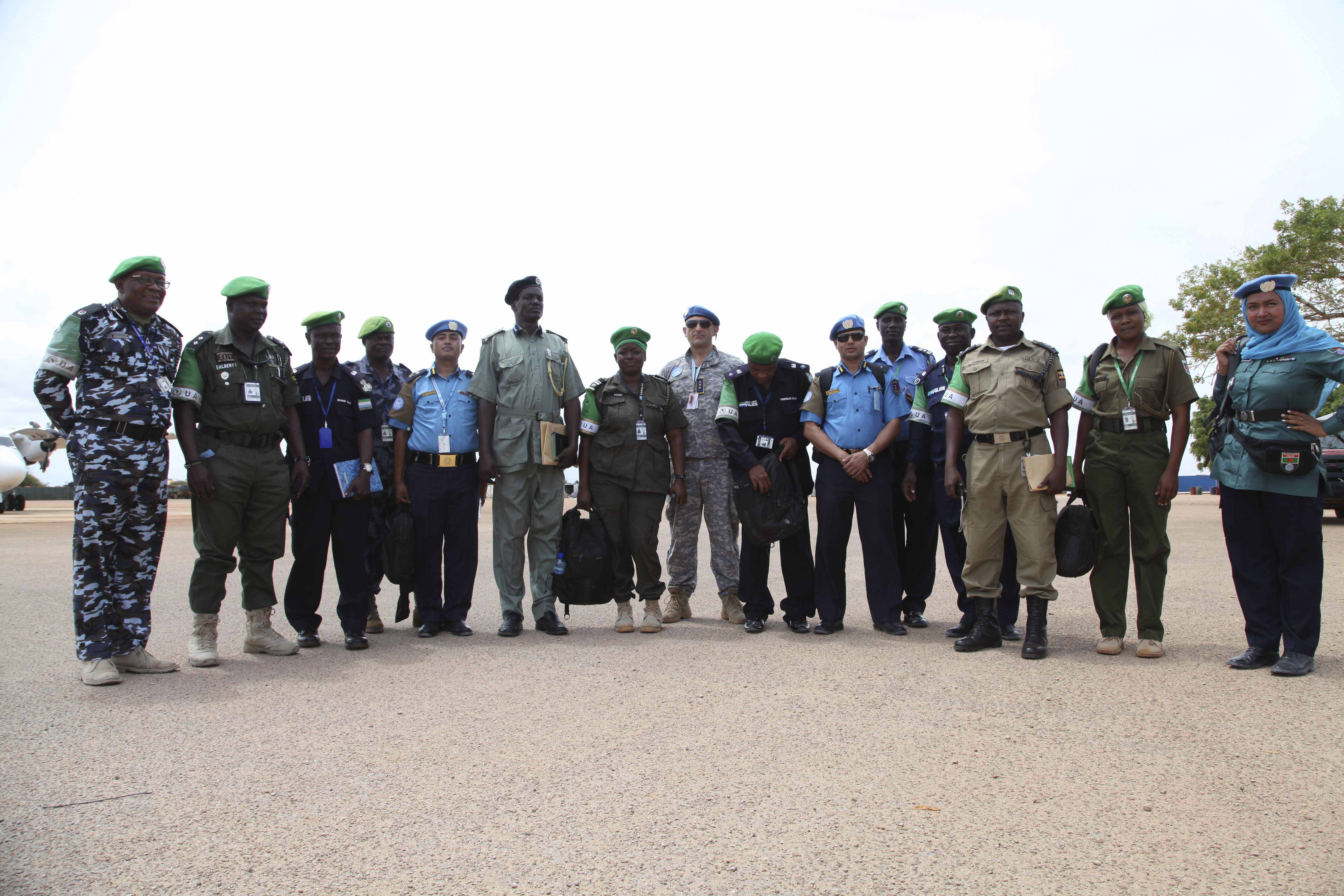
Nepalesische UN-Polizisten (an ihrem blauen Hemd zu erkennen, 2015)

### 1990 – heute
Die demokratische Volksbewegung von 1990 setzte das demokratische Mehrparteiensystem wieder ein. Die Polizeireformkommission wurde im Jahr 1992 gebildet. Orientiert an den Bestrebungen der Menschen und den Normen des Mehrparteiensystems begann sich die Polizeiorganisation zu modernisieren.
Es gab nun die Amtsbezeichnungen Bereitschaftspolizei, Zivilpolizei und Verkehrspolizei. Ab 1991 wurde die erste Gruppe nepalesischer Polizisten bei einer UN-Mission eingesetzt.
Die nepalesische Polizei hat insgesamt 67.416 angestellte Polizisten. Davon 2.344 permanent und 507 temporär beschäftigt. (Stand: 2. Januar 2016)

## Polizeipräsident von Nepal
Die nepalesische Polizei wird von dem Generalinspektor der Polizei (Inspector General of Police, IGP) geleitet. Dieser wird durch die Regierung Nepals für eine Amtszeit von vier Jahren ernannt und berichtet direkt an das Innenministerium Nepals. Es gab zwei Ausnahmen. Die IGPs Rom Bahadur Thapa und Khadgajeet Baral waren sechs Jahre lang tätig.

## Organisationsstruktur
Die Polizeizentrale ist in vier Abteilungen unterteilt. Dazu gehören die Verwaltungsabteilung, die Arbeitsabteilung, die Kriminalpolizei und die Personalabteilung. In jeder Abteilung gibt es einen zusätzlichen Generalinspektor der Polizei.

## Uniform
Die Uniform der nepalesischen Polizei besteht aus einer Sommer- und Winterausrüstung.
Reguläre Offiziere tragen ein hellblaues Hemd und eine dunkelblaue Hose. Junioroffiziere tragen Barette, während hochrangige Offiziere Schirmmützen tragen.
Das Sondereinsatzkommando (Special Task Police) trägt eine blau-graue Tarnuniform.